# Robert Diouf
Pour les articles homonymes, voir Diouf.
Robert Diouf, connu aussi sous le nom de Mohamed Ndiaye, né le 3 février 1942 au Sénégal, est l'un des lutteurs sénégalais les plus talentueux de sa génération.

## Biographie
Rares sont les lutteurs de son temps qu'il n'a terrassés (Double-Less lui a résisté, alors qu'il pesait 20 kilos de plus). Technicien hors pair, il a croisé le fer avec les grands champions des années 1970.
Sérèr, il est originaire de l'île de Fadiouth. C'est de cette île que venait un autre lutteur moins connu, mais aussi talentueux, Manga 1.
Il remporte la médaille d'or des Championnats d'Afrique de lutte en 1969 en lutte libre et la médaille d'argent en 1971 en lutte gréco-romaine.
Robert a représenté le Sénégal en lutte libre et gréco-romaine aux Jeux olympiques de Montréal 1976, et en lutte libre seulement aux Jeux olympiques de Munich 1972.
Né catholique, Robert se convertira à l'Islam et se prénommera désormais Mohamed Ndiaye en 1977 alors qu'il est au faîte de sa gloire. Cette conversion lui vaudra quelques démêlés avec ses coreligionaires insulaires. Des menaces d'ordre mystique auraient été proférées à son endroit. De fait, il perdra quelques combats subséquents, notamment par KO contre Pape Kane de Thiaroye en 1979.
C'est un encadreur généreux qui a accompagné l'ascension de Manga 2, qui deviendra le Roi des arènes. Il fait toujours partie du staff technique du grand champion Yékini.
Mohamed Ndiaye a été entraîneur de self combat et de judo durant de longues années à la police nationale. 
L'un des fils de Mohamed Ndiaye  (Ablaye Ndiaye) pratique la lutte sénégalaise et a déjà remporté des trophées (Drapeau du Chef de l'État). Il est promis à un bel avenir.